# Mabalane (Botswana)
Mabalane é uma vila localizada no distrito de Kgatleng em Botswana. Possuía, em 2011, uma população estimada de 738 habitantes.